# DJ Ghost
Bjorn Wendelen beter bekend als de uit België komende DJ Ghost werd in 1976 geboren.
Hij volgde les aan het Don Bosco Technisch instituut in Hoboken. Een 18 jaar later kwam hij in aanraking kwam met elektronische muziek (Rave Fm, Antwerpen, 1994) Na een succesvol project met Robert Armani uit Chicago werd hij al snel bekend en kon in de grotere discotheken gaan draaien. DJ Ghost was ook een aantal jaren resident in Club Cherrymoon in Lokeren speelde daarna in ‘Downtown’ (Chicago), Webster Hall (New York) en stond achter de draaitafels tijdens I Love Techno, Mayday, Innercity en Decibel Outdoor. DJ Ghost runt ook een eigen platenlabel ‘Ghoststyle’ via Alphabet City (Duitsland). Ghost maakt voornamelijk jump en techno.
Dj Ghost legde later meer de nadruk op de jump. Na het einde van zijn residentie in Club Cherry Moon nam hij het concept Complex in Sint-Niklaas terug op. Dit deed hij van juli 2012 tot januari 2013. In 2013 zit DJ Ghost mede achter de organisatie HEART die sinds dat jaar de hardere stages op Summerfestival en Laundry day host. 

## Discografie
| Jaar | Single                                                   |
| ---- | -------------------------------------------------------- |
| 2006 | DJ Coone & Ghost - Pitch Up                              |
| 2007 | Q-ic & DJ Ghost - Desire Go Higher (Mark With A K Remix) |
| 2013 | Ummet Ozcan & DJ Ghost - Airport                         |

- MusicBrainz: 4cb4db38-2700-4188-b916-750c8e05e1bb
- Virtual International Authority File: 65155563986213000620